# Torsten Öhlén
Torsten Wilhelm Öhlén, född 28 maj 1895 i Göteborg, död där 12 mars 1970, var en svensk yrkesmålare, målare och målningskonservator.
Han var son till målarmästaren Eberhard Öhlén och Selma Zackrisson (som studerat modellering vid Slöjdföreningens skola) och gift andra gången från 1965 med Kajsa Dorothea Selander. Efter utbildning till yrkesmålare med gesällexamen och mästarbrev studerade Öhlén vid högre konstfackavdelningen vid Slöjdföreningens skola i Göteborg och därefter som elev till Filip Månsson. Han praktiserade som dekorationsmålare i Stockholm innan han utbildade sig till målningskonservator för Yngve Lundström dessutom företog han ett flertal studieresor till bland annat Tyskland, Frankrike och Italien. Han tilldelades statliga stipendier 1914 och 1922 samt det Rignerska stipendiet 1928. Som konservator medverkade han vid restaureringen av Ekotemplet, Turkiska paviljongen i Hagaparken, Oscarskyrkan med flera kyrkor i Stockholm. Under två års tid utförde han dekorativa målningar i Stockholms stadshus samt dekorativa målningar i Västerås slott och Nyköpings kyrka. Som innehavare av målerifirman Ivar Celander i Göteborg utförde han och hans medhjälpare ett flertal dekorerings-, restaurerings-, och konserveringsarbeten i Göteborgstrakten bland annat arbetade han i Börsens stora och lilla sal, Kronhuset, Länsresidenset och ett flertal kyrkor och kapell. Öhlén är begravd på Västra kyrkogården i Göteborg.